# Vânătoarea
Vânătoarea este un film românesc din 1971 regizat de Ion Truică.